# Герб комуни М'єльбю
Герб комуни М'єльбю (швед. Mjölby kommunvapen) — символ шведської адміністративно-територіальної одиниці місцевого самоврядування комуни М'єльбю.

## Історія
Герб було розроблено для міста М’єльбю. Отримав королівське затвердження 1923 року. 
Після адміністративно-територіальної реформи, проведеної в Швеції на початку 1970-х років, муніципальні герби стали використовуватися лишень комунами. Цей герб був 1971 року перебраний для нової комуни М’єльбю.
Герб комуни офіційно зареєстровано 1978 року.
Герби давніших адміністративних утворень, що увійшли до складу комуни, більше не використовуються.

Герб ландскомуни Фолькунга (1955–1970)
Герб міста Шеннінге (1942–1970)
Герб ландскомуни Віфолька (1952–1970)

## Опис (блазон)
У червоному полі золотий хвилястий перев’яз ліворуч, обабіч якого по такому ж млинському колесу.

## Зміст
Хвиляста смуга означає річку Свартон. Млинські кола символізують давні млини.      